# Christoffer Zieler
Christoffer Zieler är en dansk serieskapare och tecknare.  Bland annat tecknar han för Weekendavisen och Dagbladet Informations helgbilaga "Moderne Tider". Han är dessutom journalist på Universitetsavisen.
Han tecknade karikatyrteckningar av Jesus till Jyllandsposten som refuserades 2003.
2018 utnämndes han av branschföreningen Danske Bladtegnere till Årets Bladtegner ('årets tidningstecknare'). Samma år mottog han Ping-prisen som årets journalistiska tecknare.